# Halis
Halis (türk. für „echt, rein“) ist ein türkischer männlicher Vorname arabischer Herkunft, der auch als Familienname vorkommt. Die weibliche Form des Vornamens, mit derselben Bedeutung, ist Halise.

## Namensträger

### Vorname
- Halis Burhan (* 1933), türkischer General
- Ömer Halis Güven (* 1994), türkischer Fußballspieler
- Halis Özkahya (* 1980), türkischer Fußballschiedsrichter
- Halis Öztürk (1889–1977), kurdischer Stammesführer und türkischer Politiker

### Familienname
- Şeyla Halis (* 1977), türkische Schauspielerin
- Ziya Halis (* 1948), türkischer Politiker